# 위상절연체
위상절연체(Topological insulator) 또는 위상부도체는 내부는 절연체이고 표면은 도체인 것이다
위상 절연체는 내부가 전기 절연체로 작동하고 표면이 전기 전도체로 작동하는 재료로, 전자는 재료의 표면을 따라서만 이동할 수 있다.
위상절연체는 (보통의) 절연체와 같은 이유로 만들어진 절연체이다. 재료의 원자가 밴드와 전도대 사이에 에너지 갭이 존재한다. 그러나 위상절연체에서 이러한 밴드는 비공식적 의미에서 사소한 절연체에 비해 꼬여있다. 위상 절연체는 밴드 갭을 닫고 전도 상태를 생성하는 밴드를 풀지 않고는 사소한 것으로 연속적으로 변형될 수 없다. 따라서 기본 필드의 연속성으로 인해 위상 절연체와 사소한 절연체(위상학적으로 사소한 진공 포함)의 경계는 전도 상태를 지원하도록 강제된다.
이는 위상절연체 밴드 구조의 전역적 속성에서 비롯되기 때문에 로컬(대칭 보존) 섭동이 이 표면 상태를 손상시킬 수 없다. 이것은 위상절연체에 고유하다. 일반 절연체도 전도성 표면 상태를 지원할 수 있지만 위상절연체의 표면 상태만 이 견고성 특성을 갖는다.
이것은 위상절연체의 보다 공식적인 정의로 이어진다: 중간 전도 상태를 통과하지 않고는 일반 절연체로 단열적으로 변형될 수 없는 절연체. 즉, 위상절연체와 사소한 절연체는 위상 다이어그램에서 분리된 영역이며 전도 위상으로만 연결된다. 이런 식으로 위상 절연체는 일반적인 물질 상태를 정의하는 란다우 대칭 깨짐 이론에 의해 설명되지 않는 물질 상태의 예를 제공한다.
위상 절연체의 특성과 그 표면 상태는 재료의 치수와 기본 대칭에 크게 의존하며 소위 위상 절연체의 주기율표를 사용하여 분류할 수 있다. 차원과 대칭의 일부 조합은 위상절연체를 완전히 금지한다. 모든 위상 부도체는 입자 수 보존에서 적어도 U(1) 대칭을 가지며 종종 자기장이 없는 경우 시간 역전 대칭을 갖는다. 이러한 방식으로 위상 절연체는 대칭 보호 위상 질서의 예이다.
위상 절연체의 표면 상태는 이국적인 특성을 가질 수 있다. 예를 들어, 시간 역전 대칭 3D 위상절연체에서 표면 상태는 운동량에 직각으로 고정된 스핀을 갖는다(스핀-운동량 고정). 주어진 에너지에서 사용 가능한 다른 유일한 전자 상태는 다른 스핀을 가지므로 "U"턴 산란이 강력하게 억제되고 표면의 전도가 매우 금속성이다.
양자 기계 시스템에서 기원했음에도 불구하고 위상 절연체의 유사체는 고전 매체에서도 찾을 수 있다. 그 중에서도 광자, 자기 및 음향 위상 절연체가 존재한다.

## 같이 보기
- 위상 양자 컴퓨터
- 위상 양자장론
- 위상수학적 양자 수
- 양자 홀 효과
- 양자 스핀홀 효과